# Великий Шаплак
Великий Шапла́к (рос. Большой Шаплак, марій. Кугу Шаплак) — присілок у складі Медведевського району Марій Ел, Росія. Входить до складу Шойбулацьке сільського поселення.

## Населення
Населення — 100 осіб (2010; 77 у 2002).
Національний склад (станом на 2002 рік):
- лучні марійці — 91 %